# Josep Renau i Berenguer
Josep Renau i Berenguer (València, 17 mei 1907 – Berlijn, 11 oktober 1982) was een Valenciaanse graficus en politiek activist.

## Spanje
Renau studeerde van 1919 tot 1925 aan de kunstacademie van Valencia. Vanaf 1925 vervaardigde Renau filmposters en omslagen voor boeken en tijdschriften. Aanvankelijk werd zijn artistieke productie naar buiten gebracht onder zijn pseudoniem Renau Berger. Vanaf 1928 maakte hij ook fotomontages over politieke onderwerpen. Hij nam actief deel aan het politieke debat en werd in 1931 lid van de Communistische Partij. In 1931 stichtte hij de ‘Union de Escritores y Artistas Proletarios’. In de periode van de Tweede Spaanse Republiek was Renau actief als grafisch ontwerper en als redacteur van verschillende links georiënteerde tijdschriften, waaronder Nueva Cultura. Zijn posters en fotomontages werden ingezet als propaganda instrument voor de Republikeinse zaak tijdens de Spaanse Burgeroorlog. In zijn posters verenigde hij de stilistische kenmerken van de art deco met die van het Russisch constructivisme.
Hij werd Director General de Bellas Artes in 1936 en gaf in die functie Pablo Picasso opdracht voor het schilderij Guernica voor het Spaanse Paviljoen van de Wereldtentoonstelling van 1937 in Parijs.

## Mexico
Nadat Francisco Franco in 1939 aan de macht was gekomen, emigreerde Renau naar Mexico. In Mexico maakte hij naam met muurschilderingen onder meer voor het hotel Casino de la Selva in Cuernavaca. Het muurschilderij ‘España Conquista América’ werd voltooid in 1946 als deel van de ‘Mural de la Formación Hispania’ . Na decennia van verwaarlozing werd het tussen 2002 en 2004 gerestaureerd.
Ook in Mexico begon zijn wellicht meest bekende project ‘The American Way of Life’, een serie van 69 fotomontages en collages, waarin hij de voor hem negatieve aspecten van de Amerikaanse samenleving aan de kaak stelde.

## Duitsland

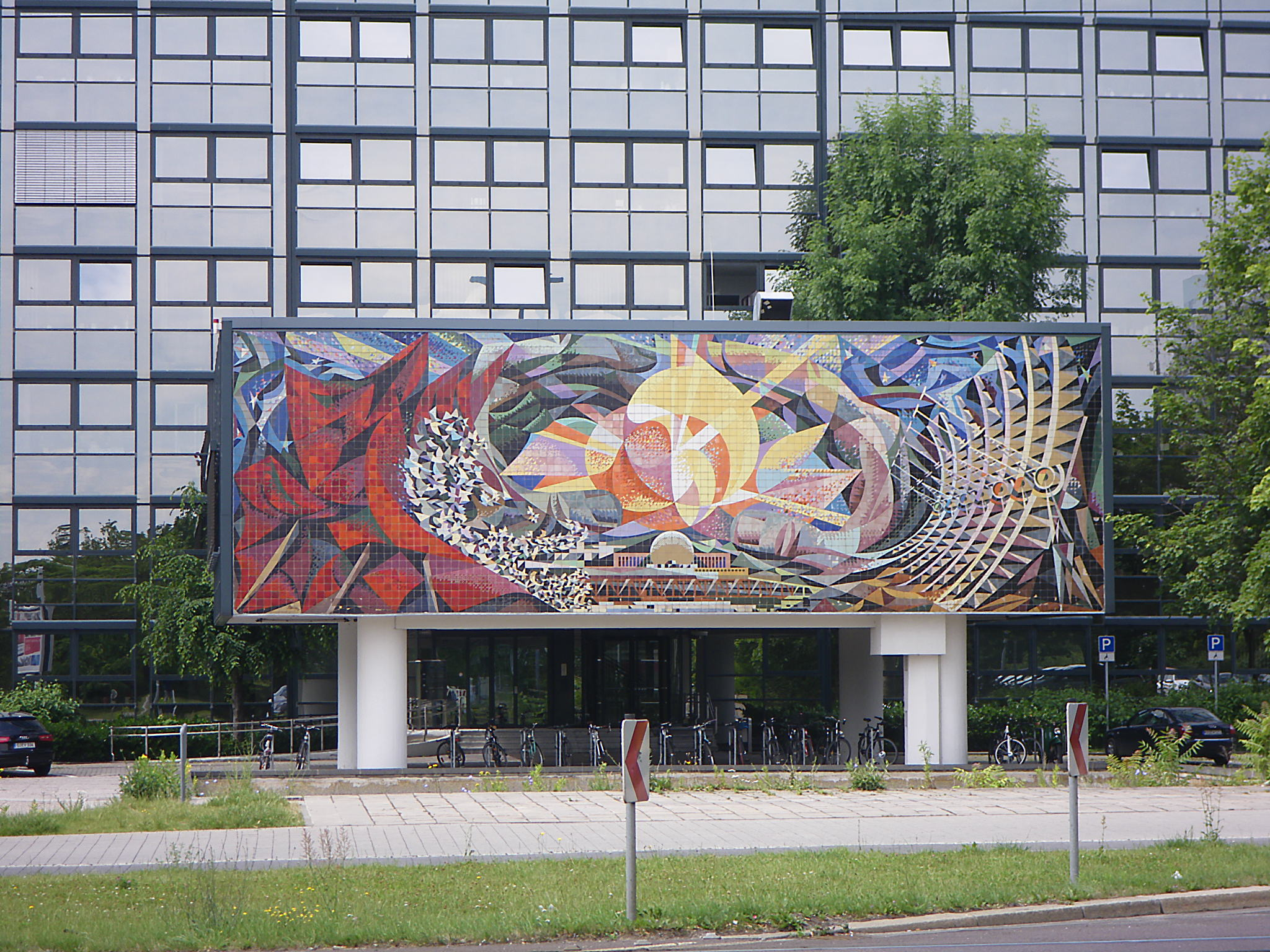
Kunstwerk aan de Magdeburger Strasse, Halle (Saale)

In 1958 verliet Renau Mexico en vestigde zich in Berlijn. In de DDR (Duitse Democratische Republiek) maakte hij in verschillende steden muurschilderingen. Hij bleef verder actief met de vervaardiging van fotomontages en posters en was verder betrokken bij de productie van animatiefilms voor de televisie. In 1976 keerde hij naar Spanje terug, maar hij verbleef tussen 1976 en 1982 nog regelmatig in Berlijn. Hij overleed daar op 11 oktober 1982. Zijn archief wordt beheerd door het Institut Valencià d'Art Modern (IVAM). Dit instituut publiceerde verschillende boeken over Renau, waaronder in 2003 een vrijwel compleet overzicht van zijn werk.

## Boeken over Josep Renau
- Josep Renaui, IVAM, Valencia, 2003 (ISBN 84-482-3678-5)
- Josep Renau: fotomontador, Instituto Cervantes/IVAM, Valencia, 2006 (ISBN 84-482-4404-4)